# 小西重直

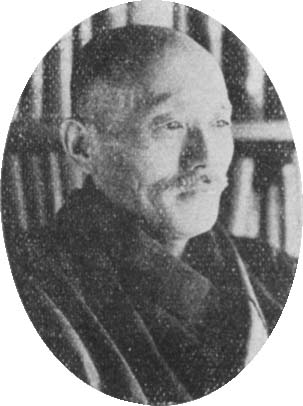
小西重直

小西 重直（こにし しげなお、1875年（明治8年）1月15日- 1948年（昭和23年）7月21日）は、日本の教育学者。第9代京都帝国大学総長。

## 生涯
山形県米沢市出身。旧名は代吉。尊敬していた杉浦重剛、中村正直より一字をとり「重直」へ改名した。父は旧米沢藩士・富所幸吉。富所家は一刀流師範を務める家であったが、明治維新後の生活は苦しく、父の死後に母は小西と母子心中を企てた。その後母のいとこである旧会津藩士・小西馬之允の養子に迎えられる。私立日新館、福島尋常中学、二高に学ぶ。二高時代は学費に苦しみ、廃屋や廃寺で生活し、襖を布団代わりにしていた時期もあったが、米沢教育会の援助を受け東京帝大を卒業した。卒業論文は「倫理上の自我」。恩賜の銀時計を授与されている。
ドイツ留学を経て、七高校長在任中に澤柳政太郎の招聘を受け京都帝国大学教授に就任。西洋教育学に広瀬淡窓、細井平洲などの思想を取り入れた独自の教育哲学を確立していく。文学部長在任中に代表的著作である『教育の本質観』、『労作教育』を刊行した。
1933年（昭和8年）に京都帝国大学で起きた「滝川事件」の際は、総長を務めていた。この事件は学問の自由と大学の自治を脅かす出来事として後世に語り継がれる出来事として有名だが、小西は大臣の要求を最後まで拒否し続け、総長を辞職した。もっとも小西の態度は煮え切れないもので、文部省・京大各学部と京大法学部間の板挟みになった面はあったものの、滝川事件のような大問題を処理する総長の器ではなかったとの評もある。なお小西の八方美人ぶりについては、同僚・朝永三十郎の言として「小西君に褒められたってちっとも嬉しくない。原君（歴史学者で史学科教授の原勝郎）に悪口言われてもちっとも腹が立たないように」と言われた程だと言う（松尾尊兊『滝川事件』）。
その後、創立に関わった玉川学園・成城学園の顧問を務めながら、自身の持つ教育観を実践し続けた。その実践の一つとして、アジアを支える為の技術者育成を目指し、興亜工業大学（現千葉工業大学）の創設に関わった。当時の興亜工業大学は全寮制で、帝大に次ぐ工学教育機関として工学を志す優秀な若者が多く入学したと言われている。また、立命館大学予科・立命館中学校学監としても活躍した。
太平洋戦争（大東亜戦争）戦後には、祖国日本の再建のため自ら開墾を行う生活を送ると共に、自らが幼少期にうけた数奇な運命の記憶から、戦争孤児への教育に対する激励と協力を惜しまずおこなうなど教育に人生をかけた人物といわれている。会津会会員。

## 栄典
- 1930年（昭和5年）10月15日 - 勲二等瑞宝章[4]